# Heinrich-Albertz-Friedenspreis
Der Heinrich-Albertz-Friedenspreis ist eine Auszeichnung des Bundesverbandes der Arbeiterwohlfahrt (AWO), mit welchem der Verband das Engagement für den sozialen Frieden einer Persönlichkeit des öffentlichen Lebens ehrt. 

## Der Preis
Der Heinrich-Albertz-Friedenspreis wird seit 1999 verliehen.
Die AWO verbindet damit eine Aufforderung an die Gesellschaft und die sie tragenden Gruppen, sich der Bedeutung von Toleranz gegenüber Andersdenkenden und anderer Kulturen und der Unterstützung der Schwachen für ein friedliches Zusammenleben der Menschen immer bewusst zu sein. Der Friedenspreis wird in unregelmäßigen Abständen verliehen. Die Persönlichkeit, die für die Preisverleihung vorgesehen ist, wird vom Präsidium des Bundesverbandes ausgewählt. 
Der Preis ist nach dem ehemaligen AWO-Bundesvorsitzenden und Regierenden Berliner Bürgermeister Heinrich Albertz benannt und mit 5.000 Euro dotiert.

## Preisträger
- 1999: Johannes Rau[3]
- 2001: Paul Spiegel[4]
- 2005: Gerhard Schröder, am 5. März 2022 aberkannt[5]
- 2008: Hans-Jochen Vogel[6]
- 2011: Jutta Limbach[7]
- 2013: Egon Bahr[8]
- 2015: Franz Müntefering[9]
- 2016: Martin Schulz[10]
- 2018: Malu Dreyer[11]